# DeSeCo
DeSeCo（デセコ、Definition and Selection of Competencies:Theoretical and Conceptual Foundations）とは、国際化と高度情報化の進行とともに多様性が増した複雑な社会に適合することが要求される能力概念「コンピテンシー」を、国際的、学際的かつ政策指向的に研究するため、経済協力開発機構（OECD）が組織したプロジェクトである。組織名称は、「コンピテンシーの定義と選択：その理論的・概念的基礎」と題する。1997年12月から活動を始め、2003年に最終報告を行い研究プログラムを終了した。
研究の成果は、単なる知識や技能の習得を越え、共に生きるための学力を身に付けて、人生の成功と、良好な社会を形成するための鍵となる能力概念「キー・コンピテンシー」を定義した。

## 3つのキー・コンピテンシー
人生の成功と正常に機能する社会（持続可能な発展）のためにどのような能力が必要になるのか、という課題に対して人々が持つべき知識や技能を超える能力群であるコンピテンシー（コンピテンスの集合）の定義から研究を始め、理論的な合意を得ながら少数のキー・コンピテンシーを定めた。
それぞれのキー・コンピテンシーの条件は次の通り。
- 社会および個人にとって、価値のある結果をもたらすこと。経済的、社会的な有益性。
- 多様な状況の重要な課題に直面した時、適応を助けること。人生の多様な領域にわたる判断能力。
- 特定の専門家（産業や職業、社会階層など）のみではなく、全ての人にとって重要であること。

最終報告では、キー・コンピテンシーを3つの広域カテゴリーに分類した。これらのカテゴリーは、互いに関係し、キー・コンピテンシーを確認して明確に描くための根幹を形成している。人間としての在り方を問われる反省性は、枠組みの中心的役割を成す。省みて考えた行動は、慣習的な行為を規定通りに正す能力だけでなく、変化に応じて経験から学習し、批判的なスタンスで考え抜く能力のことである。

### 思慮深さ（反省性）
キー・コンピテンシー枠組みの核心である基本的な部分は、思慮深い思考と行為である。思慮深く考えることは、やや複雑な精神的過程を要し、考えの主体が相手の立場に立つことを要求する。自らの経験に他の側面を関連付け、その技術を進化させ、適合させるようにすることにある。こうしたメタ認知能力（考えることを考える）、批判的なスタンスで考え抜く、創造的な能力を活用することで、思想、感情、社会的関係を含めながら、その経験をどのように標準的にするように構成するかということでもある。
個人に求められるのは、標準的な社会水準に達すること、つまり、特定の社会的枠組みの抑圧から一定の距離を置くようにし、異なる観点を持ち、自主的な判断をし、自分の行いに責任をとるようになることである。
DeSeCoは、次の3つの広域カテゴリーにキー・コンピンテンシーを分類した。

### 1.相互作用的に道具を用いる
必要な理由：技術を最新のものにし続ける。自分の目的に道具を合わせる。世界と活発な対話をする。
1A.言語、シンボル、テキストを相互作用的に用いる能力
1B.知識や情報を相互作用的に用いる能力
1C.技術を相互作用的に用いる能力
※道具とは、言語・情報・知識等のツールのこと。相互作用的とは、人が周囲の環境と積極的に対話をすること。

### 2.異質な集団で交流する
必要な理由：多元的社会の多様性に対応する。思いやりの重要性。社会資本の重要性。
2A.他人といい関係を作る能力
2B.協力する。チームで働く能力
2C.争いを処理し、解決する能力

### 3.自律的に活動する
必要な理由：複雑な社会で自分のアイデンティティーを実現し、目標を設定する。権利を行使して責任を取る。自分の環境を理解してその働きを知る。
3A.大きな展望の中で活動する能力
3B.人生計画や個人的プロジェクトを設計し実行する能力
3C.自らの権利、利害、限界やニーズを表明する能力

## 背景
グローバル化に伴う持続可能な経済成長を求める反面、自然環境や社会環境に及ぼす影響とともに、格差社会の増大をもたらす不安に繋がった。この課題を受け止めると、教育への取組みに高い関心が持たれるのは必然的なことで、国際機関を初めとする教育機関は、教育分野の国際比較及び指標作成に努め、個々の国では積極的に教育調査を実施した。これら教育調査の指標は、自国内における生徒の知識や技能の発達概念を測定しているものであり、国際的に比較することによって、学校教育の方向性等に反映するものである。国際調査の結果、従来通りのカリキュラムを基礎にした知識や技能のみでは、人間的、社会的発達あるいは経済的な活動にとって十分な教育結果をもたらしていない事も認められてきた。
グローバルな社会では、読み、書き、計算能力とは別に、どのような能力が個人を人生の成功や責任ある人生に導き、社会を現在と未来の挑戦に対応できるよう関連付けられるか、個人の基礎を形成する重要な能力となる規範的、理論的、概念的な基礎は何か、といった政策的な関心が持たれた。これら能力概念の枠組みを構築することがDeSeCoプロジェクトの目的にある。
OECDは、教育委員会（EDC）と教育研究革新センター（CERI）の2つで教育分野の活動に大きな力を注ぎ、国際教育指標開発を目的とする教育インディケータ事業（INES）の一環でOECD生徒の学習到達度調査（PISA）及び、成人のリテラシーとライフスキル調査（ALL:Adult Literacy and Life Skill Survey）

を推進している。DeSeCoは、教育調査の実証的研究に対する補足的な活動であり、様々な国際調査や既存研究、成人能力から生徒の能力まで幅広く分析し、持続可能性の根幹を築く能力概念を選択した。
DeSeCoプロジェクトで定義したキー・コンピテンシーは、現在測定している国際調査の枠組みを形成し、将来測定される国際調査の概念的基礎や指針になるよう計画していた。DeSeCoの最終報告を受けたOECDは、教育インディケータ事業（INES）に雇用労働社会問題委員会（ELSAC）を加え、各国の社会及び経済視点で求められる能力の評価、並びに教育と研修方法の評価を行い、能力向上の政策手段になるよう成人能力の国際評価プログラム（PIAAC:Program for the International Assessment of Adult Competences）に着手することになった。

## PISAによる状況分析
OECDは、初等教育終了段階における生徒の能力測定のため、1997年にOECD生徒の学習到達度調査（PISA）を着手した。調査は2000年より3年毎に実施している。PISAは、習得した知識や技能を実生活の様々な場面で直面する課題にどの程度活用できるかを評価する調査であり、個々の国に応じた教育政策の方向付けにとって重要な評価資料を提供している。DeSeCoプロジェクトとPISAは互いに補完し合う関係にある。
PISA調査では新たな「リテラシー」の概念が提議されている。この概念に基づく調査はこれまでの教科中心の評価とは違い、調査問題はいろいろな課題領域で生徒が問題に関わり、解決及び解釈する際の効果的な分析、理由付け、伝達能力が把握される。これらは、カリキュラムや教科間にわたる生徒のコンピテンシー（能力）の評価だけに限らず、生涯学習を行う発達的な視点から、生徒自身の学習への動機付けや学習への信念、学習計画を報告できるようなコンピテンシーを求めている。PISA調査は、継続的かつ長期的な調査方針が設定されており、各国が重視する教育や学習の目標に見合った進歩を遂げているか測定でき、国際的な比較だけでなく、国内的にも長期的な評価を行えるような調査内容が求められる。
日本では、DeSeCoの流れを組む教育政策が図られた。しかしながら、PISA、TIMSS等の実証を用いても教育者、各専門家など、固有の社会的枠組みと理解の乖離が著しく、様々な教育問題が発起した。ゆとり教育批判から学力低下論争、用語「学力とは何か」まで問い人間力を追求した論争が発起した。また、地域共同体として社会教育を担うはずの教育産業から「円周率は3」などの政策批判を行い勧誘を促進するマインドコントロール的な手法も盛んになった。これらの対処として文部科学省は、学習指導要領を一部改定し、改善方策を提議した。そして、認知心理学の見地から徐々に理解を得るとともに騒動は概ね沈静化した。PISA2006の結果では、社会的責任を持つ「思慮深さ」が社会的に浸透していたため、大きな騒動には発展せず、現状の課題が直視されていた。
PISA2006の公式結果発表は、2007年12月東京にて、経済協力開発機構事務総長アンヘル・グリアより述べられた。
そこでは、的確な評価と指摘が簡潔に示され、学習意欲、科学と環境に関する問題が課せられており、教育政策は我々の子供達を人生の成功に導く基礎を提供するものでなくてはならない、と明確に位置づけた。最後には「状況の分析、そして概して難しい改革を起こすという両面においてOECD はいつでも手助けをする用意ができている」と締めくくる。世界中の現状とその理論を取り込み、個々の国に応じた柔軟性を持つOECDの自信に満ちたアプローチ的スピーチであった。

## プロジェクト活動
DeSeCoプロジェクトは、国際的に共通する能力概念としてのキー・コンピテンシーを理論的に定義付け、その評価と指標の枠組みを開発することである。活動は、アメリカ合衆国教育省とカナダ統計局の支援を受けてスイス連邦統計局の主導で行われた。
OECDが最も得意とする理論思考的なアプローチは、統計家、経済学者、人類学者、社会学者、哲学者、歴史家、政策担当者から政策研究者など、学際に富む異質な集団によって国際的に研究したことにある。そのプロセスは、既存の調査研究や意見の収集から始め、各国の異なる視点を取り入れた国際報告プロセス（CCP:Country Contribution Process）がOECDで組織され、2回の国際シンポジウムを通じて合意したキー・コンピテンシーの枠組みを決定した。
プロジェクトは次の4つの主要な活動からなる。
- コンピテンシーに関する先行研究の分析。
- コンピテンスの概念の解明、分類。
- キー・コンピテンシーの決定。
- 各国の報告。

1999年10月、スイスのヌーシャテルで第一回のDeSeCoシンポジウムが開催され、約60人の専門家及び学者による集中的な意見交換を行い、国際的なネットワークを形成した研究プログラムを確立した
専門家達とCCPによって協議が進められ、2002年2月、スイスのジュネーヴで第2回のDeSeCoシンポジウムによって、合意の確立を得た
DeSeCoは、2003年に最終報告書「キー・コンピテンシーの定義と選択」を提出し、研究プログラムを終了した。

### コンピテンスの概念整理
コンピテンスに関連する用語は、枠組みの違いから正確さ及び一貫性に欠ける不明確な概念である。同一国であってもコンピテンス、リテラシー、スキル、クオリフィケーション、などの用語は違いがはっきりせず分野別においても多様な概念が定義されている。概念の根幹から明確にすることから始めた。

#### 概念のバラツキ
アメリカ合衆国では、心理学者ホワイトの概念（White,R.W. 1959）を引き継いだデイビット・C・マクレランドらが提唱したコンピテンシーが定着している。高業績者の行動特性に着目してその他の人と区別する能力として用いられるが、教育、司法などの分野では標準的な能力を意味することが多い。イギリスでは主に職場における社会人行動としての最低基準を示す用語にコンピテンスが用いられ、コンピテンシーと称した場合はアメリカ合衆国と同様な意味合いを指す。また、経済分野ではコンピテンスとスキルは国境を越えて同義として取り扱われる。
PISA調査結果で着目されたフィンランドの教育では、学校教育において学び方を学習させる能力の発達、コミュニケーション・コンピテンシー及び生涯学習を包括している。一方、アメリカ合衆国ではレーガン大統領政権下で1983年に報告された深刻な学力低下の危機を背景に、国際化社会の中で経済的な競争力の維持を求められた教育政策がコンピテンシーの枠組に影響を受けた。

#### スキル及びリテラシーとの分別
スキルとは、身につけた基礎的な能力を指すことが多く、それは抽象的な規則やアルゴリズムへと分解できるもの、経験によって十分に自動化されたものなど、スキルを獲得することは複雑な原動力へ適応できる可能性が発生することとなる理論とした。それに対してコンピテンスは、複雑な行為のシステムを指し、認知的スキル、態度、他の非認知的要素を包含し、構成要素を分離することはできないものとした。
リテラシーは、元来、社会で最小限の機能として必要とされる読み書きが出来るか出来ないか、といった能力レベルを分ける二分法であった。1990年代に、国際成人リテラシー調査（IALS）に基づくOECD加盟国の政策議論ではリテラシーの新しい概念が提唱された。その内容は、リテラシーの低い人々が目標を達成し、潜在的な知識を発達させていく、またはそれが継続されている（生涯学習）、それらの概念に関する評価法を確立しようとするものであった。リテラシー概念の枠組は、個人的な目標を達成し、社会への適切な参加をしているかという評価を目指していると位置づけられた。国際調査の枠組みでは、適用変化したリテラシーとコンピテンスの概念を置き換えることで利点も見出している。DeSeCoの研究成果は、PISAにおける教科領域の横断的なリテラシー評価に反映している。

## 何のためなのか
DeSeCoプロジェクトは、「評価と指標の研究、開発、解釈に役立つコンピテンシーの定義と選択のために包括的な理論的枠組みを持った長期的展望を必要とする」という需要志向から始まっている。
人に教育を必要とする理由「何のための教育なのか」という問いは、長年にわたって核心にせまる本質的な問いであった。DeSeCoでは、「何のための能力なのか」という問いに読み変えられ用いてきた。そして、選択した能力概念「キー・コンピテンシー」は、個の人生で直面する様々な場面において、正しい判断を決定する主要能力となる。つまり、国際化と高度情報化社会が進行するこれからの社会に求められている能力である。

### 生涯学習
DeSeCoの文脈では、学習とは「何のための学習なのか」、学習に要する学力は「何のための学力なのか」という問いに読み変えられる。個人の成功と社会の成功の両面に対する判断能力であり、目標の性質、個人的目標や社会的目標によってもと言う性質によってに決定されている.これからの社会に求められるのは、生涯学習を持った個人の努力である。

### 人生の成功
「人生の成功とは何か」という問いに対し「豊かな生活」という表現もあった。この表現は、単なる快楽主義的クオリティ・オブ・ライフなのか、もしくは道徳的観点からのみの解釈なのか、いずれもキー・コンピテンシーの規範的特長を捉えているとは言え一概に過ぎない。狭義では、高い経済的地位や社会的地位を獲得することで特徴ある生活を意味すると解釈される。人生の成功を概念的に説明する方法として、社会福祉、クオリティ・オブ・ライフ、幸福、生活条件を含む社会監視と社会福祉概念を含む研究に焦点をあてることで、能力モデルを構築することが可能になる。DeSeCoでは、高く評価された個人の成果を言葉で表す上で、広い意味から人生の成功という表現を用いている。
人生の成功を客観的、主観的を含むDeSeCoと同様なアプローチは、ドイツの社会報告書でも用いられている。現代社会では、主観的幸福感が「良い」として判断した時、客観的生活条件が「悪い」と判断できる場合に問題が多発する。それは、特定の社会的枠組みの中では主観的・客観的ともに「良い」と判断しても社会全体の枠組みでは客観的に「悪い」と判断されれば、何らかの犠牲の上に成り立つ持続可能な発展に反する行為にあたり、その犠牲には格差社会を助長することが含まれる。より良い社会を構築するためには個人に社会的責任が求められ、社会が要求するのはボトムアップを狙いとした標準化でもある。

#### 人生の成功の主要要因
DeSeCoでは、キーコンピテンシーを定義する上での基本的な仮説群である次の8つの主要要因を考えた。
経済的地位と経済資源
- 有給雇用
- 収入と財産

知的資源 ・学校教育への参加
- 学習基盤の利用可能性

住居と社会基盤 ・良質の住居
- 居住環境の社会基盤

健康状態と安全 ・自覚的、他覚的健康
- 安全性の確保

社会的ネットワーク ・家族と友人
- 親戚と知人

余暇と文化活動 ・余暇活動への参加
- 文化活動への参加

個人的満足感と価値志向 ・個人的満足感
- 価値志向における自律性

人生の成功の主要要因において、次の3つの重要な観点が提出されていた。
1. 人生の成功とは、幸福の客観的・主観的要素を組み入れた多面的概念である。
2. 8つの主要要因は、すべての個人、すべての文脈、そしてすべての社会に対して同じ様に重要性をもつものではない。しかし、民主主義の先進国社会においては、常に8つの主要要因すべてを考慮しなければならない。
3. 8つの主要要因は、変化する強度の連続体の一部を形成している。一般に「とてもそうである－ほとんどそうでない」（more-less）尺度で決定される。

### 正常に機能する社会
キー・コンピテンシーは、個人的レベルと同様に社会的レベルとの関連でも定義づけられ、社会の観点で見れば、個々の人生を決定する要因のみならず、社会的目的の達成手段として重要視されている。学校教育による組織を通じて伝達されるキー・コンピテンシーは、通常、社会的目的を達成するための手段である。
資本主義社会では、個人的レベルでの利益や成功、特に経済的成功が重視されるが、あまりにも個人主義的で、限定的なアプローチであり、多くは何らかの犠牲を伴う。より包括的で全体的な方法で扱おうとすれば、社会的観点を取り入れて、人生の成功の概念化と同様に、正常に機能する社会の要因を特定化する必要があろうとした。
| 経済生産性               | 経済競争と経済生産性は、すべての社会の主要な目的である。人的資本論は、教育への投資を通じて獲得するキー・コンピテンシーと、個人のクオリティ・オブ・ライフの重要な要因である有給雇用とリソースへのアクセス、事業や企業の生産性、社会の経済性調度との間の直接的な関係について扱っている。 |
| 民主的プロセス           | OECD諸国内外でも基本的に重要な事項である。集団の問題はそれによって影響を受ける全てのステークホルダーによって解決するべきという原則。事前にコミュニティで合意されたルールに従って解決するべきとの原則は、誰もが認める社会的善である。                                                   |
| 連帯と社会的結合         | 連帯とは、社会資本の1つの要件であり、社会の基本的な要素の１つである。価値観の共有を基礎とし、個人的な価値志向を通じて確立するもの。また、一体性をもった社会を特徴づけることが社会のもつ価値や制度の受容であることに触れている。                                                        |
| 人権と平和               | 世界人権宣言に基づく理念を引き継いでいる。人権の平和の実現は、コンピンテンスに依拠することを示唆している。 |
| 公正、平等、差別感のなさ | 機会均等と正義は、多くの現代社会の憲法に取り入れられ、世界人権宣言にも明記された基本的原則である。正義、機会、均等と差別がないことは、社会の質の重要な要因を構成することは基本的な事であり、キー・コンピテンシーの主要な関係要因として働くことになる。                                 |
| 生態学的持続可能性       | 1992年の国連地球サミットにおいて合意されたアジェンダ21では、生態学的発展と経済的、社会的領域の持続可能な行動計画について述べられている。次の世代が健康な環境を享受できるように保障する社会的戦略の採用と実施を推進している。                                                           |

※DeSeCo報告書を元に作成。
正常に機能する社会の要因は、個人的な人生の成功の要因と類似するが、個人的あるいは少数のみの欲求では、社会は正常に機能しない。争いは社会的現実の本質的な部分であり、当然ながら、個人的レベルや社会的レベルでの目的や価値観の違いによって生じるものかもしれない。例えば、豊かな生活水準を達成し維持するため個人が選択する手段や実践は、他の事柄、他人の欲求や権利、あるいは自然環境の健全さと相容れないかもしれない。同様に、正常に機能する社会が要求するのはある程度の効率性を持った意思決定や行政であり、それらに従うことは個人に影響を及ぼす決定や行動を制限することもある。しかし、多くの場合、個人と集団の目的は、一定領域では重なり合うというのがDeSeCoの見解である。